# 이탈리아 문학

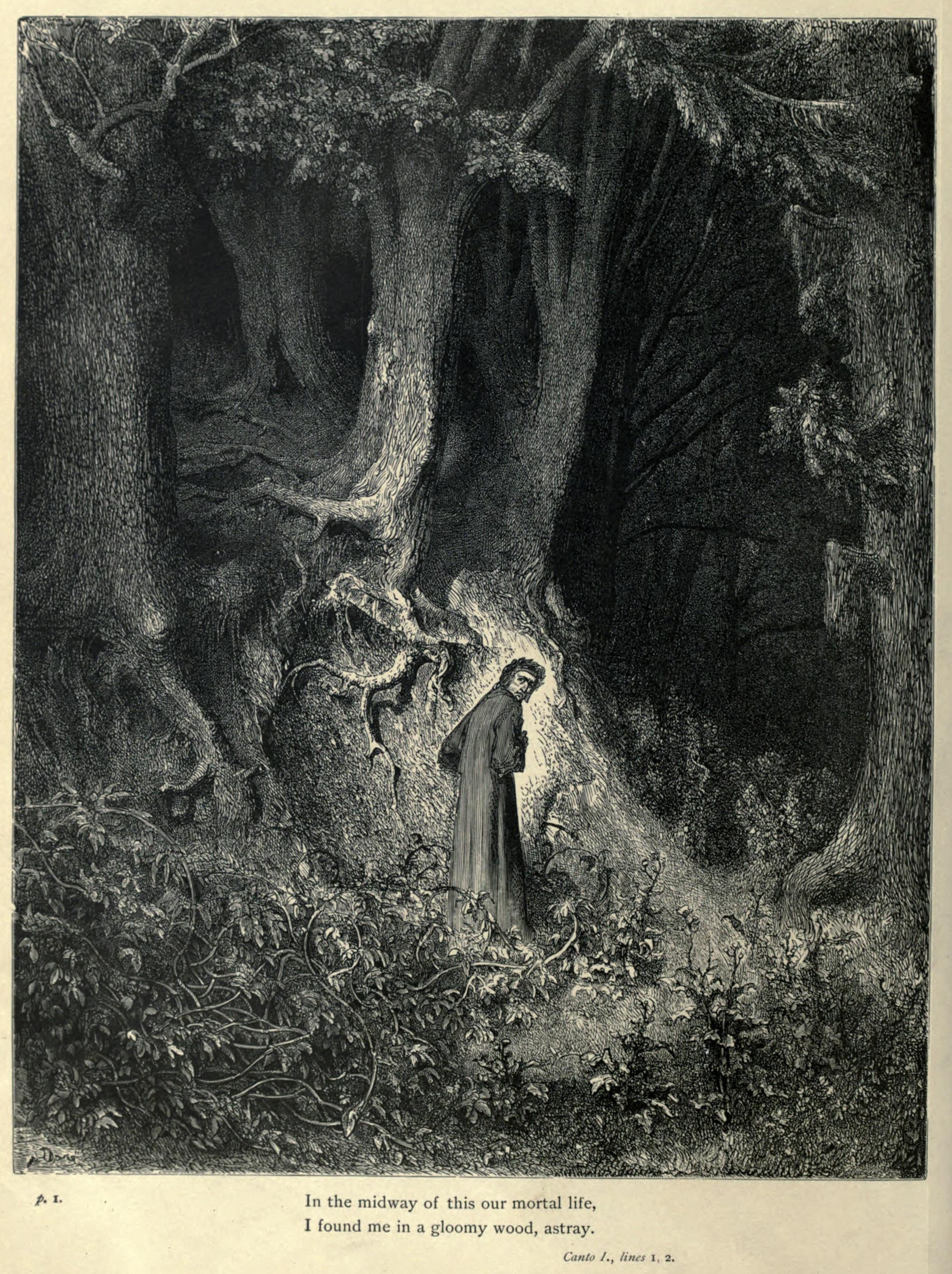
신곡의 삽화

이탈리아 문학은 이탈리아어로 쓴 문학을 말한다.

## 개설

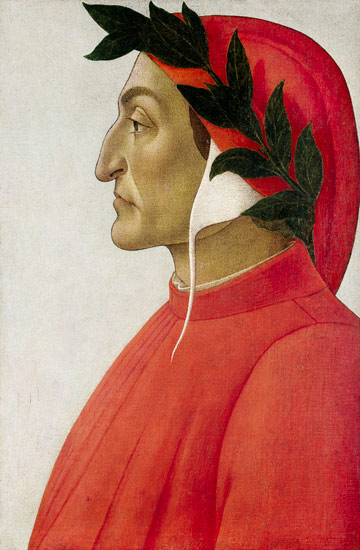
단테 알리기에리

이탈리아어는 라틴어에서 유래하며 신라틴어, 즉 로망스어가 이탈리아반도에서 변천하여 그 당시 이탈리아 각 지방의 방언이 수 세기의 부화기를 거친 뒤에 문학어로서의 이탈리아어로 발전해 나왔다.
12세기 후반에서 13세기 초기까지 피렌체의 경제적, 정치적 생활을 지배하게 된 칼리말라(Arte di Calimala; 조합)의 영향으로 인문주의의 요람기가 싹트기 시작하여 교회와 봉건 영주의 정권을 벗어난 피렌체, 밀라노, 베네치아 등 자유 도시 국가들은 실천적 학문인 법률과 의학에 흥미를 가질 뿐만 아니라 철학, 예술 등에도 관심을 가져 고유한 문학을 찾기 시작했고 이탈리아 국민 문학의 형성에 있어 전통적인 라틴 문학은 물론이요, 프랑스 문학의 영향도 크게 입었다. 남부 이탈리아반도와 여러 섬의 방언이 혼연일치 되어 시칠리아어를 이루어 이탈리아어로서의 최초의 시어(詩語)를 구성했다. 즉 13세기 전반 프랑스 남쪽의 서정시가 시칠리아섬에 있는 페데리코 2세의 궁전에 전파되어 이탈리아 문학어로 된 연애시가 각 지방으로 유행되어갔다.
1250년 페데리코 2세가 사망하자 그 당시 상공업의 융성으로 정치, 경제적으로 민주적 자유 도시를 이루고 있던 토스카나 지방에 문화가 재흥되어 시칠리아에서 시작된 이 문학어는 점차적으로 북상하여 토스카나 지방인 볼로냐로 옮겨갔다. 그 당시 토스카나 방언은 라틴어의 전통을 가장 잘 보존 유지하고 있었기에 시칠리아의 연애시가 이 지방에 번지자 시칠리아어 내부의 라틴어적 요소, 즉 토스카나어에 가장 가까운 요소가 확장 강화되고 다른 요소를 제거하여 그 후부터는 토스카나어가 문학어로서 계승되게 되었다. 그 당시 볼로냐에는 유럽 학문의 중심의 하나인 대학이 있었고 이 도시에서 구이도 구이니첼리(Guido Guinizelli, 1230-1276)가 청신체(淸新體)로 시칠리아어의 서정시보다 훨씬 순수하고 숭고한 시를 쓰기 시작하여 단테(Dante Alighieri, 1265-1321)에 이르러 그 청신체를 모방하여 서정시집 <신생(新生)>을 출현시켰고, 그의 걸작 <신곡(新曲)>을 완성하여 신곡에 의해 단테는 문학, 예술뿐만 아니라 종교, 정치 면에까지 널리 인류 문화 전반에 걸쳐 하나의 계시를 던져 주었고, 토스카나어의 문학어로서의 지위를 부동하게 만들었다.

데카메론의 삽화

14세기에는 단테의 뒤를 이은 거장 페트라르카(Francesco Petrarca, 1304-1374)와 조반니 보카치오(Giovanni Boccaccio, 1313-1375)의 등장으로 위대한 창조력이 발휘된 시기였다. 페트라르카는 라틴 산문과 시를 연구했을 뿐만 아니라 문학, 철학, 천문학에도 조예가 깊었고 이탈리아어로 <서정시집(Canzoniere)>을 썼다. 또한 각 지방을 여행하면서 고전서를 수집하며 그 가치를 재발견하여 15세기에 배출하는 인문주의자들의 선구자가 되었다. 보카치오는 설화 문학을 통해서 이탈리아어의 지위를 굳건히 했고 그의 걸작품인 <데카메론>은 시민의 승리를 높이 찬양하는 소리이며 건전한 현세 향락의 문학이었다. 또한 13, 14세기경에 이탈리아 각 지방에 일어났던 인문주의 운동은 그리스, 로마의 고전 연구를 북돋았고 그리스어, 라틴어가 존중시되어 여태까지 쌓아올렸던 이탈리아 문학어는 저급한 소설, 연가, 통속문에만 사용되어 경멸시되는 경향이 일어났다. 이리하여 15세기에는 참된 의미의 이탈리아어 문학은 지지부진하는 감이 있었다. 그러나 그러한 경향이 오래 계속되지는 않았다.
16세기에 와서 폴리치아노, 로렌초(Lorenzo il Magnifico), 보이아르도(Matteo Maria Boiardo), 그리고 산나차로(Jacopo Sannazaro)의 노력으로, 특히 1520년에 간행된 피에트로 벰보(Pietro Bembo, 1470-1547)의 속어 <산문(Prose della volgar lingua)> 3권은 이탈리아어 연혁사에 매우 중요했고 크루스카 학회(Accademia della Crusca)가 1612년에 간행한 사전을 중심으로 활발한 이탈리아어를 더욱 발전시켜 이탈리아 문학을 라틴 문학의 지위에까지 끌어올리려고 했다. 이리하여 이탈리아 르네상스 시대가 도래하여 마키아벨리(Niccolò Machiavelli, 1469-1527)는 <군주론>으로 등장했고 아리오스토(Ludovico Ariosto, 1474-1533)는 보이아르도보다 더욱 예술의 조화를 보여준 <광란의 오를란도>를 저술했다. 그러나 이탈리아 문학은 아리오스토의 사망 후 쇠퇴해 갔다. 즉 르네상스가 스스로 무너져 교회가 인간의 양심을 지배하게 되어 창작 활동을 억압하게 되었다.
17세기는 모든 정신적 활동 면에서나 사회의 실생활 면에서 침체된 시기라고 할 수 있다. 이탈리아 국민은 외국(에스파냐)의 압제에 허덕이며 교회의 완고한 탄압에 억눌렸다. 문학과 예술 전반에 걸쳐 바로크기(期)라 불렸던 시대는 문학 측면에서 바르고 참된 감정이 결여된 비유와 허실이 남용된 시대였다. 마리니스모(Marinismo)는 문학 분야에 있어서 바로크적 자세로서 그 명칭은 1623년 파리에서 <아도네(Adone)>를 저술했던 잠바티스타 마리노(Giambattista Marino, 1569-1625)에서 유래된 것이다. 그렇지만 이 시기에 <예루살렘의 해방(Gerusalemme liberata)>을 저술한 타소(Torquato Tasso, 1544-1595)가 있어 그의 서사시는 바로크적 문학 경향 가운데서도 이탈리아와 유럽 문학에 영향을 끼쳤다.
17세기 말엽부터 18세기 전반에 와서는 아르카디아(Arcadia)학회의 정신 운동이 반 바로크적인 운동으로 야기되어 '마리니스모'에 대한 증오심이 치솟아 문학 재건을 목표로 하여 시에 대한 형식상의 문제를 해결했다. 이 시기의 시인 메타스타시오(Pietro Metastasio, 1698-1782)는 새로운 감각이 풍긴 시를 작시하여 빈에서는 궁전 시인이라고 불리기도 했다.

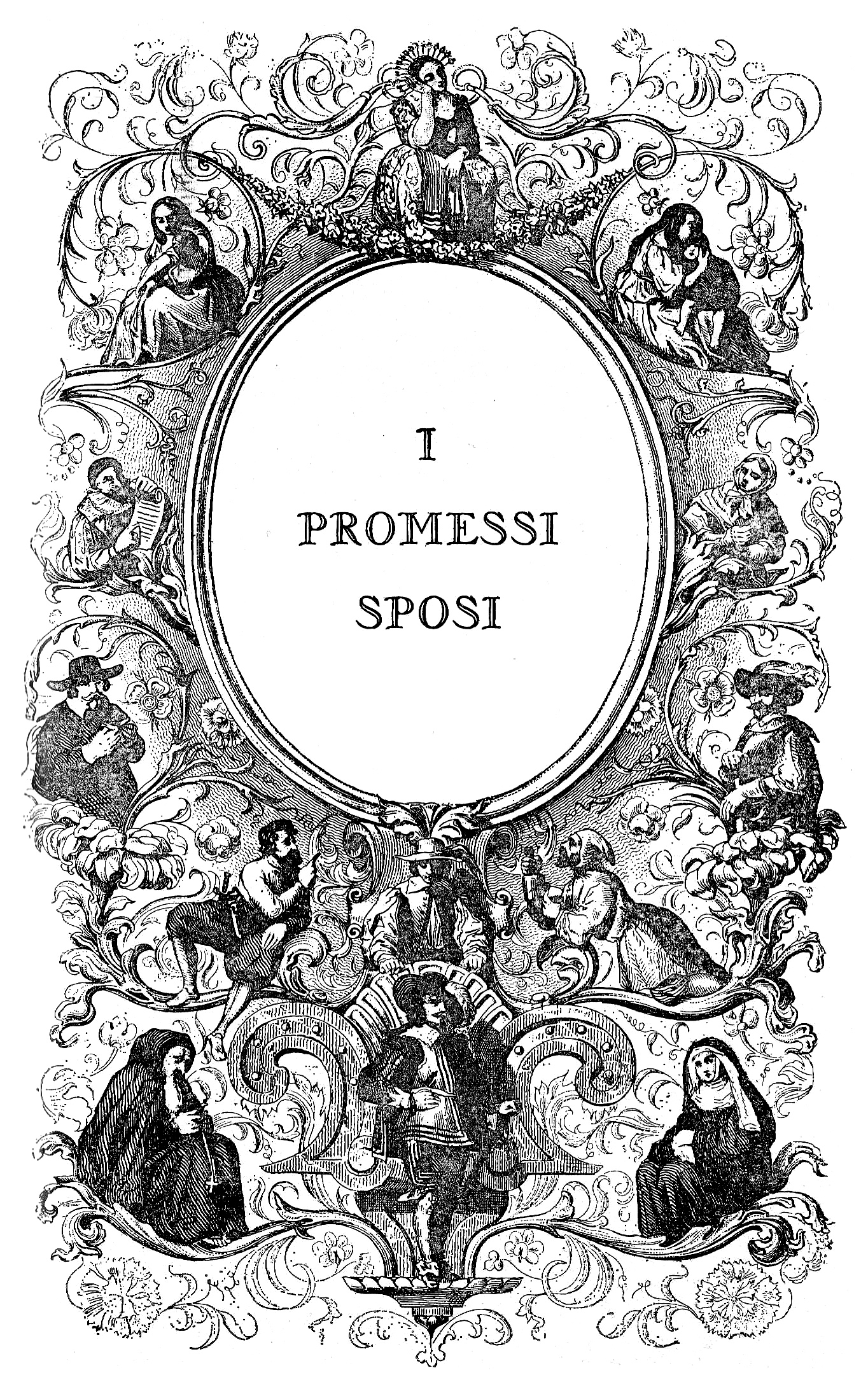
약혼자의 표지

18세기 후반은 계몽주의 문학 시대로서 이성의 계몽을 통하여 인간 생활의 진보, 개선을 목적으로 진리 탐구를 위해 각지에 학술 단체가 생겨났는데 중심지는 밀라노와 나폴리였다. 또한 이 시기에는 많은 해외 작품도 번역되었는데 그 중에서도 <오시안의 노래(Ossian)>는 낭만주의 문학(Il Romanticismo)시대의 시인들에게까지 영향을 끼쳤다. 나폴레옹의 실각 이래 이탈리아는 오스트리아의 지배에 들어갔다. 이리하여 이탈리아 국가 통일의 기운이 감돌기 시작하여 문학 면에서도 낭만주의가 19세기 전반에 걸쳐 이탈리아를 지배하게 되었다. 이 운동은 맨 처음 밀라노에 있는 <콘칠리아토레(Il Conciliatore)>신문 지상에 1년 이상이나 활기를 띠며 전개되었다. 그 예술적인 최대의 수확은 알레산드로 만초니(Alessandro Manzoni, 1785-1873)의 역사 소설 <약혼자>였다.
19세기 후반에 이르러 이탈리아의 독립이 성취되자 낭만주의의 이상은 그 빛을 잃었고 남부 이탈리아는 국가 통일로 해서 아무런 변혁도 입지 않았다. 시칠리아인 베르가(Giovanni Verga, 1840-1922)는 이러한 상황에서 원시적 본능에만 의존해서 사는 인간을 독특한 문체로 묘사하기도 했다. 소설분야에서 베르가를 대표자로 하는 레알리스모(Realismo)문학은 베리스모(Verismo), 즉 사실주의(寫實主義)라 명명되었다. 이러한 자연주의, 진실주의 이론에 대항한 것이 유럽에서는 19세기 말엽에 신비주의자가 배출한 데카당 문학이었고, 이탈리아에서는 가브리엘레 단눈치오(Gabriele d'Annunzio, 1863-1938)가 그 대표자였다.
20세기 초가 되면서 이탈리아 문학은 미래파 운동의 영향을 받아 이루어졌다. 필리포 톰마소 마리네티(Filippo Tommaso Marinetti)가 쓴 <미래파 선언>(1909)은 기계 문명의 속도와 역동성, 격렬함 등을 은유적인 언어로 찬미하였고, 루이지 피란델로는 개인의 정체성 문제와 현실의 부조리를 주제로 소설과 희곡을 썼으며 이탈로 스베보(Italo Svevo) 역시 이런한 주제들을 소설에 사용했다. 철학적 비관주의와 더불어 20세기의 대표적인 이탈리아 시인인 에우제니오 몬탈레, 살바토레 콰시모도, 주세페 운가레티의 시에도 나타나고 있다. 즉 제1차 세계대전(1914-1918)을 계기로 해서 이탈리아 문학은 새로운 세기가 움트기 시작한 것이다. 1920년에 발표된 문학 개량 운동 프로그램은 문인과 예술가들이 기고했던 <론다(Ronda)>지(誌)를 통해서 반(反)단눈치오적 논쟁을 전개했다. 이탈리아와 프랑스의 모든 문학운동에 참여했던 상징주의의 창시자 주세페 운가레티는 이탈리아 현대시의 혁신을 단행했고, 1959년 노벨 문학상의 수상자 살바토레 콰시모도(Salvatore Quasimodo) 역시 이러한 상징주의파에 속해 있었다.
제2차 세계 대전으로 해서 이탈리아가 정치적, 그리고 사회적으로 커다란 혼란을 겪고 있을 무렵, 영국 문학에서 영향을 받은 새로운 설화 문학과 서사시적 형식이 대두되기 시작하여 신사실주의(Neorealismo) 작가들이 등장했다. 이들 중에는 알베르토 모라비아(Alberto Moravia, 1907-1990), 마리오 토비노(Mario Tobino, 1910-1991), 카를로 카솔라(Carlo Cassola, 1917-1987) 등이 있다. 이후에 많은 이탈리아 작가들이 실험적인 작품들을 선보였다. 이러한 실험 작가군에는 소설가 에밀리오 가다(Emilio Gadda), 시인 피에르 파올로 파솔리니(Pier Paolo Pasolini) 등이 있다.
20세 후반의 주요 작가로는 소설가 이탈로 칼비노(Italo Calvino), 극작가 다리오 포(Dario Fo)를 들 수 있다. 현대에 이르러 철학과 문학을 장려하는 입장에서 로마 대학에 철학 연구소(Istituto di studi filosofici)가 창설되어 그 기관지로서 <철학학보>가 발간되고 있다.

## 13, 14세기 문학

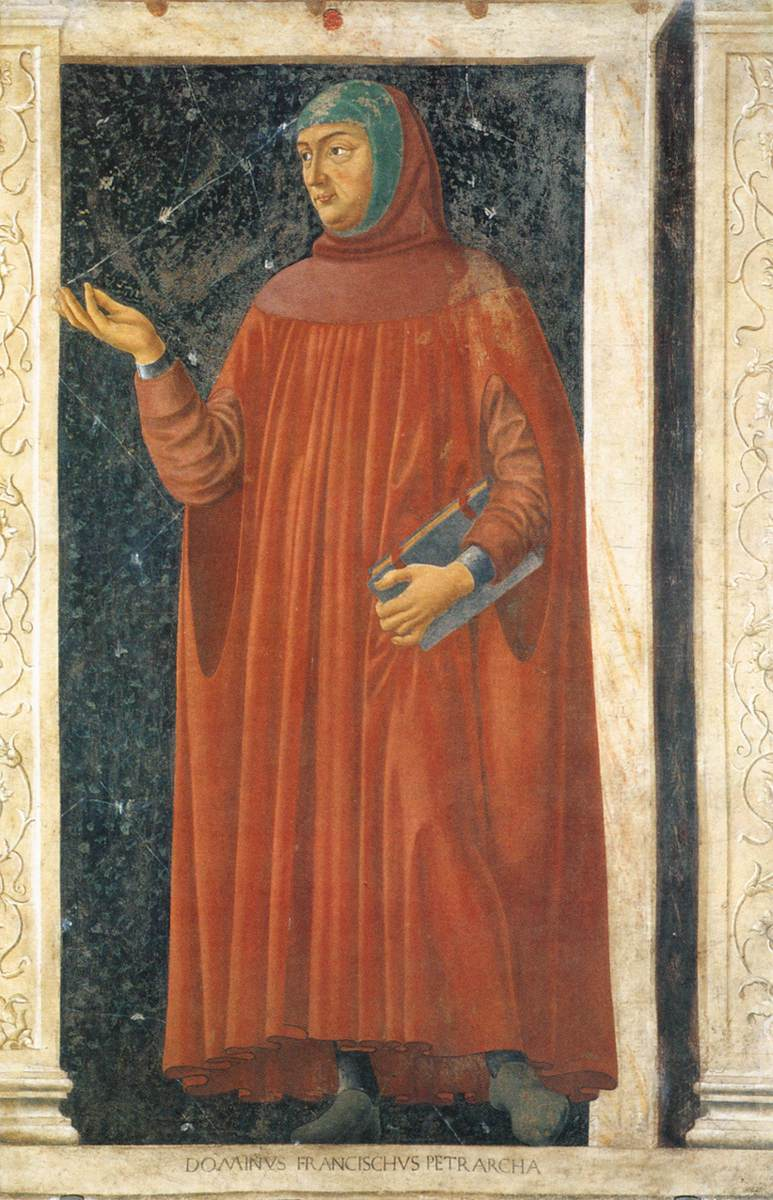
프란체스코 페트라르카

13세기의 이탈리아반도는 여러 가지 양상을 띠고 있었다. 봉건 제도가 존속하며 도시 국가의 문화가 꽃을 피웠다. 경제적 발전은 활발하였고 종교 활동도 열렬하였다. 문화 활동의 전반에 걸쳐 라틴어의 교훈이 현존하며 알프스 너머의 프랑스 문학은 '황금의 세기'를 자랑하고 있었다. 성 프란체스코의 <성가(聖歌)>는 중부 이탈리아의 움브리아 지방민의 종교적 분위기로부터 생겨났다고는 하나 라틴어 성가의 전통을 계승하고 있다. 남 프랑스 프로방스의 서정시는 시칠리아 왕(王) 페데리코 2세를 중심으로 하는 시인들에 의해 이탈리아어로 불리었다. 바로 '시칠리아 파(派)'의 탄생이었다. 13세기 문화의 파노라마는 광대하고 잡다한 바가 있다. 북 이탈리아에서는 종교시가 불리었다. 한편 연애시, 시민적 테마의 시가 '시칠리아 파'의 시 형태를 본뜨고 그 위에 새로운 것을 가미하여 중부 이탈리아에서 구이토네(Guittone d'Arezzo, 1235-1294)에 의하여 불리었다. 연대기·성자전(聖者傳)·설화가 라틴어나 이탈리아어로 각지에서 쓰였으나 지방적인 차이가 있고 작품의 수준에도 차등이 있었다. 일반적으로 피렌체나 토스카나 지방이 사회적·문화적으로 가장 활발한 분위기 속에서 새로운 문화의 기초가 준비되어 14세기에 개화를 보았다.

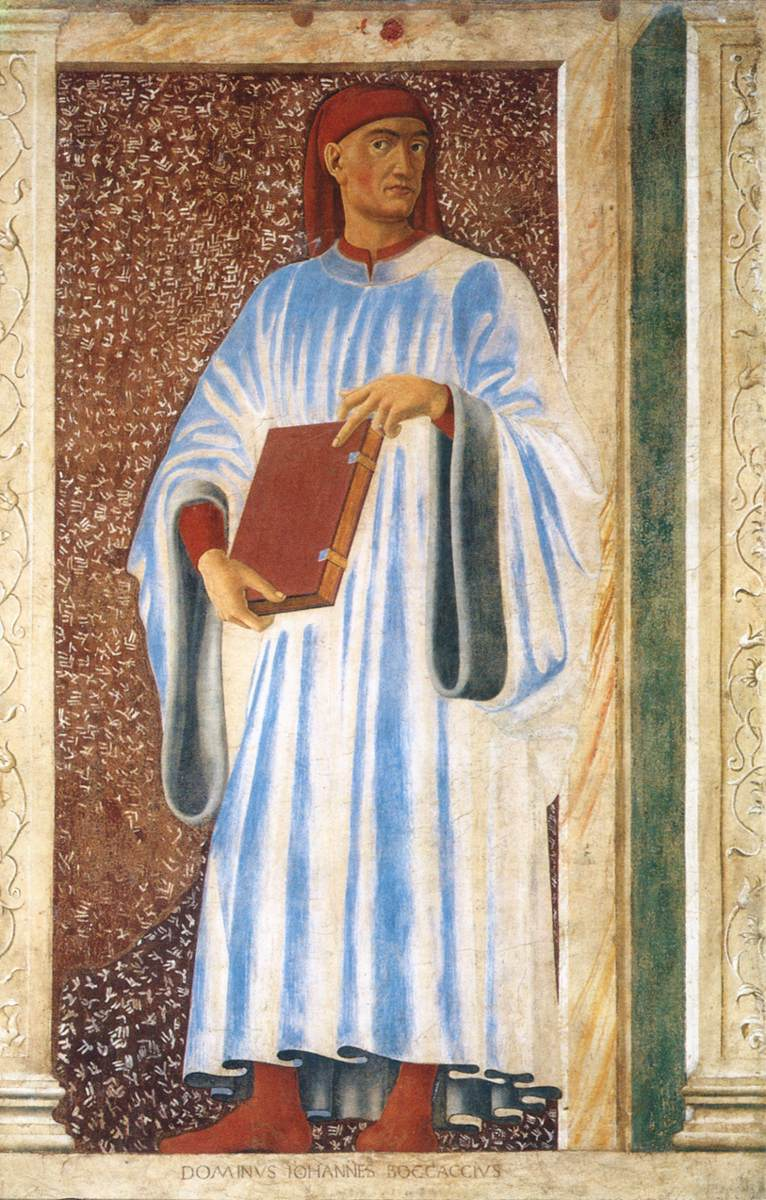
조반니 보카치오

14세기에 있어서 토스카나 지방이 문화적으로 지도적 지위에 서게 된 것은 뛰어난 문학자의 배출에 의한 것으로서 단테, 페트라르카, 보카치오의 작품으로 구체화되었다. 단테의 <신생(新生)> <리이메> <속어론(俗語論)> 등은 '시칠리아 파'의 서정시로부터 출발하여 여러 가지 대립을 극복하여 구이도 구이니첼리, 구이도 카발칸티와 같은 청신된 이탈리아어 서정시의 전통의 성과였으며, 페트라르카의 <서정시집>에 있어서 최고의 성과에 도달하는 준비가 이루어져 있었다. 그러나 단테의 세계는 서정시에만 국한된 것은 아니다. 단테를 통하여 단테 이전의 모든 문화적 실험이 집약되어 있다. 14세기의 활발한 사회에 있어서 <신곡>은 경이적인 보급을 보이며 주석(註釋)되고 예찬되었다. 주석자 가운데 보카치오가 있었던 것을 간과해서는 안된다. 보카치오의 <데카메론>은 피렌체 부르주아지의 서사시로서 이 작품 속에서 이탈리아어가 성숙의 단계에 도달한 것이 나타나고 있다. 보카치오의 단테에 대한 존경이 그의 일생에 걸쳐 지속된 것이라고 한다면 인문주의라는 이름 아래 또는 고전에 대한 공통의 애정에 있어서 보카치오는 페트라르카와 상통한다. 페트라르카는 인문주의 운동에 그 기초와 방향을 제시했다. 그는 고대 작가들이 갖고 있던 지식과 미에 대한 애정, 청명한 조화를 배워 터득하려 하였던 것이다.

### 시칠리아 파
프로방스어와 남 이탈리아어가 크게 달라서 프로방스어가 이해를 얻지 못하였지만 페데리코 2세의 궁정에서는 프로방스 서정시가 환영을 받아 이를 모방하는 사람이 있었다. 페데리코 2세, 황태자 엔초, 피에르 텔라비냐, 지아코모 다 렌티니, 지아코미노 프레체, 리나르도 다쿠이노이 등이 이탈리아어로 연애시를 읊어 이탈리아 국민 문학의 성립에 이르는 제일보를 기록했다. 시의 주제는 주로 프로방스 시인들이 부르던 것으로 여성의 미, 사랑의 기쁨과 고뇌, 봉건 기사도의 부인 예찬 등과 같은 것이었다.

### 청신체 파
단테와 직접 관련이 있었던 것은 성 프란체스코의 종교시가 아니고 볼로냐나 피렌체에서 시작된 시 개량운동이었다. 당시 학원도시(學園都市)였던 볼로냐에서 구이니첼리는 '청신체(淸身體; Dolce Stil Novo) 파(派)'를 창시하였다. '시칠리아 파'의 시인들에게 사랑은 발랄한 개인적 감정이 아니고 천박한 모방적 정서에 지나지 않는 것이었으나 '청신체 파'에게 있어서 사랑의 개념은 일신되고 정신화(精神化)되었다. 그리하여 부인은 이미 그 애인에게 기사도의 미풍(美風)을 고취케 하는 것이 아니고 일체의 부정(不淨)으로부터 애인의 마음을 정(淨)케 하여 가장 숭고한 것, 즉 진과 선과 신(神)에게로 향하게 하는 것이라고 생각되었다. 이 시파에 참가한 사람으로는 단테, 구이니첼리, 카발칸티 등과 치노 다 피스토이아, 디노 프레스코발디, 라포 잔니 등이다.

## 인문주의기 및 르네상스기의 문학

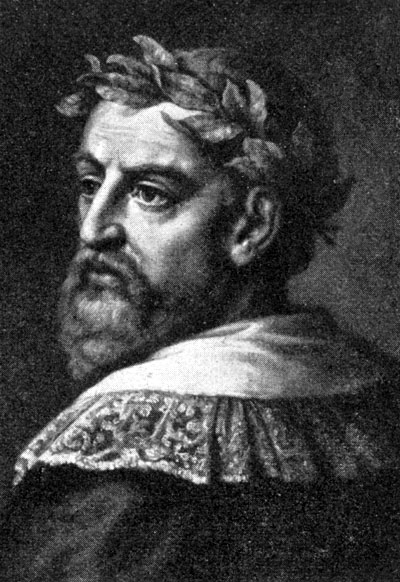
루도비코 아리오스토

이탈리아 문학 사상의 인문주의는 거의 페트라르카의 출현과 때를 같이하여 15세기 전반에 미치나 그 진전(進展)은 직선적인 것은 아니다. 14세기 피렌체의 거장들에 의해 다듬어진 이탈리아어는 지배적 지위에 오름에 따라 점차 이탈리아의 각 지방으로 보급되기 시작하였다. 그러나 라틴어와 고전의 세계에 대한 새로운 관심은 문제를 다른 단계로 옮겨가게 하였다. 라틴어적, 인문주의적인 공통의 이상(理想) 아래 이탈리아의 문화인은 교류를 활발케 하였다. 각종의 인문주의적 분위기는 일체화하는 경향을 보이나, 문화적·국민적으로 광범위한 통일성을 얻기 위한 노력은 수포로 돌아갔다. 그 대표적인 것이 피렌체의 인문주의적 역사이다. 제1단계는 콜루치오 살루타티 등에 의해 행해진 젊고 활기차며 벅찬 감격과 풍성한 내용의 공공 생활에 활발히 작용한 인문주의였다.
이에 이어 일련의 정치적 위기와 때를 같이하여 출현한 신단계(新段階)로 넘어갔다. 메디치 가(家)의 코시모 시대 인문주의자, 시인, 예술가의 세대를 거쳐 로렌초 데 메디치(Lorenzo de' Medici, 1449-1492)의 시대에 도달한다. 로렌초의 주변에는 폴리치아노가 있어 세련된 시의 정점을 이루었다. 마르실리오 피치노(Marsilio Ficino, 1433-1499)는 플라톤 철학의 사색을 추구하였다. 한편 니콜로 마키아벨리의 사상은 피렌체와 이탈리아가 직면한 정치적·도덕적 위기를 의식한 것으로 생각된다. 여기서 만일 이탈리아 전토로 그 시계를 넓힌다면 15세기의 인문주의가 있었다 할 것이다.

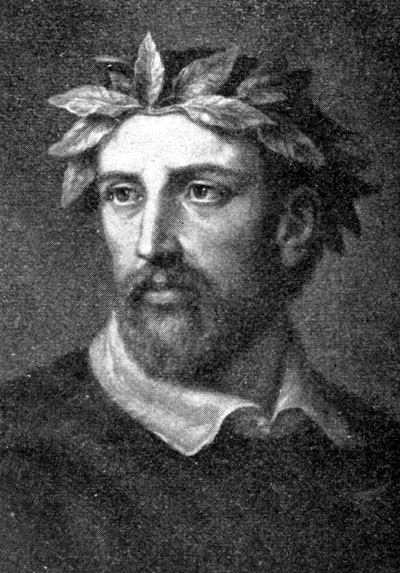
토르콰토 타소

16세기에 루도비코 아리오스토가 배출되었다. 아리오스토 시대의 페라라에서는 전쟁이 다반사로 되풀이되었다. 프랑스나 에스파냐의 대군대가 페라라의 성주 에스테 공(公)의 영토를 통과하는 이 전쟁이 마테오 마리아 보이아르도의 작품 <사랑의 오를란도>를 중단케 했고, 아리오스토는 이 작품의 영향을 받았다. 아리오스토의 작품 속에서 찰스 대제와 아그라만테의 군대 간에 전쟁이 반복되는데, <광란의 오를란도>(1516)는 이 이야기를 담고 있다. 이 작품은 표면상 오락적인 읽을거리로 보이나 현세로부터의 도피를 생각하고 있지는 않다. 이 속에서 무수히 많은 현실과 인간의 정열이 배어 있으며, 경험을 통한 지혜, 16세기 외교상의 뒷거래가 기술되어 있음을 작품을 숙독함으로써 이해할 수 있다.
16세기가 정치적·사회적 위기와 외국의 지배로 인해서 암담한 세기였다고 하지만 문화적으로는 과거의 유산으로 배양되어 새로운 운동으로 그 내용을 풍부히 한 활기찬 시대이며 르네상스의 황금기 시대라고 할 수 있다, 또한 이탈리아어의 정확한 문법 규칙이 정해져 교본으로 14세기 거장의 것이 선택되었다. 시에 있어서는 페트라르카, 산문에 있어서는 보카치오가 선택되었다. 또한 일상 생활의 규범이 정립되었다. 그 일례로 카스틸리오네(Baldassarre Castiglione, 1478-1529)의 <정신론(廷臣論)>(1528)이 있다. 그리고 최후로 토르콰토 타소와 같은 위대한 시인이 배출되었다. 타소의 날카로운 관능성, 고뇌, 영웅적 희망, 시의 음악성에 있어서 이탈리아어 시와 인문주의 전통의 소산이 집약되어 있다.
이탈리아 문학은 아리오스토가 타계한 후로는 피로하고 퇴색한 빛이 역력했다. 문예 활동이 인간성의 제고(提高)를 다하지 못하였을 때에 르네상스의 위기가 닥치고 모든 분야에 교회의 지배권이 행사되기에 이르렀다. 문학적 고전주의는 로마 가톨릭 교회의 독재적 개혁의 과정과 때를 같이 한다. 가톨릭 교회에 의한 16세기의 작품 검열의 역사는 눈물겨운 바가 있으며 금서목록(禁書目錄)은 교회의 무기로 문학자들에게는 공포와 의혹의 대상으로 화하여 모든 것을 부패케 하여 1530-1570년 사이에 자유로운 창작 활동은 사장되었다. 이 문학적 고전주의기(期)에 프란체스코 베르니와 조반니 델라 카사라는 시인이 있다. 자신(自身)을 상실하고 교회의 뜻대로 움직여 자기 포기의 생활 속에 가냘픈 평화를 구한 시인이었다.

## 바로크기 문학
갈릴레오 갈릴레이에 의한 과학적 발견에 의해 인간이 우주 속에 있다는 것이 알려지고 우주의 존재를 인식함에 따라 놀라움을 갖게 되었다. 신은 우주와 동일체며 필멸의 운명에 처해 있는 인간은 항상 이 우주의 파악과 신에의 접근을 위한 싸움이 강요되었다. 이것이 바로크 시대의 철학적·종교적 배경이었다. 고전주의와 바로크는 공통의 면이 있다. 그리스·로마의 예술을 모범으로 하면서 창조적 활동을 십분 발휘케 한다는 것이다. 이것이 예술 분야에 있어서의 바로크 특질로서 유럽에 현저한 교훈을 주었다. 이탈리아에 있어서 이 시대는 인간의 능력에 대한 신뢰도 확신도 얻을 수 없으며 현실에 대해서도 불안을 느꼈다. 잠바티스타 마리노는 이 바로크기(期)에 처해 양심의 혁신보다는 문학의 혁신에 뜻을 두어 기교적인 방향으로 기울어 무엇을 표현할 것인가보다는 어떻게 표현할 것인가 하는 데에 보다 관심을 쏟아 타소의 문학상의 기교면의 모방에 시종하였다. '마리니즘(Marinism)'은 이탈리아 문학 분야에 있어서의 바로크주의의 구현으로 그 명칭은 잠바티스타 마리노에서 유래한다.

## 아르카디아 문학
아르카디아(Arcadia)는 17세기 말에서 18세기 전반(前半)에 걸쳐 일어난 정신(精神) 운동이었다. 마리니즘에 대한 혐오감에서 대두하여 문학 재건의 기치 아래 전개된 운동인데, 로마에서 일어났던 유명한 아카데미 운동의 범위에 머물지 않고 이 시기의 문명·문학상에 광범위하게 그 자취를 남기었다. 아르카디아는 반(反)바로크의 기치를 앞세운 고전주의적 정신 운동으로 비록 그 당시의 시대 정신에 깊은 혁신을 끼치지는 못하였으나 시작에 있어서 기술적인 면의 문제를 해결하며 다음 시대의 문학을 위하여 유익한 문학적 실험을 한 것이었다. 아르카디아 아카데미의 회장이었던 크레심베니는 안이한 고전주의를 주장한 데 대하여 이 아카데미의 지도적 지위에 있던 그라비나는 그의 작품 <시론(詩論)>을 통하여 그리스·라틴 정신에의 복귀를 주장하는 동시에, 문학이 근대성을 갖추기 위한 합리적 탐구를 주장하였다. 이 그라비나에게 그 재능을 인정받고 양자가 되어 그의 지도로 성장한 사람이 메타스타시오로서 살롱 풍(風)의 우아한 시와 우수한 멜로 드라마를 써서 아르카디아기(期) 최대의 시인이 되었다.

## 계몽주의기 문학
계몽주의에 있어서는 이성(理性)이 인간 행동의 유일한 근거가 된다. 이성에 의하여 진리를 발견하며 행복을 얻으려는 데에 주된 목표를 두고 있다. 이탈리아에서는 각지를 다스리는 통치자의 의도에 의해 진리 탐구를 위한 학술 단체가 생겨 다수의 계몽주의자를 배출하여 가톨릭 교회의 특권 제한, 법률 운용의 합리화, 재판 제도의 개혁을 주장하고 또 과학 이론의 해설, 백과사전적인 지식의 보급 등이 저서·논문·신문 등에서 행하여졌으나 프랑스에 있어서의 드니 디드로의 <백과전서>가 끼친 것과 같은 큰 영향력을 갖는 것은 없고, 문예와 사회의 협력은 결정적인 형태로는 행해지지 않았다. 그러나 밀라노와 나폴리는 가장 활발하게 운동이 전개된 지역이었다.
밀라노에서는 '푸니 아카데미'가 기관지 <일 카페>지(誌)를 갖고 있어 피에트로 베리(Pietro Verri, 1728-97), 알렉산드로 베리 등이 열성적인 추진자들이었으며 이 그룹에 속한 체사레 베카리아(Cesare Beccaria, 1738-1794)의 <범죄와 형벌>(1764)은 당시의 유럽에 많은 영향을 주었다. 나폴리 그룹은 프랑스 문화를 불신하는 태도로 관찰하였다. 이 그룹의 안토니오 제노베시(Antonio Genovesi, 1712-1769)는 승려였으나 나폴리 대학에 개설된 경제학 강좌를 담당하였다. 페르디난도 갈리아니(Ferdinando Galiani, 1728-1787)는 <화폐론>의 저자였다.
이탈리아 문화 혁신의 한 방편으로 에스파냐, 포르투갈, 프랑스, 영국, 독일 등 외국 작품의 번역이 이 시기에 성행하였다. 번역가로 저명해진 사람으로는 <오시앙의 노래>를 번역한 멜키오레 체사로티(Melchiore Cesarotti, 1730-1808)가 있다. 원시적 감정이 힘차게 표현된 이 노래는 독자를 압도했으며 이탈리아 계몽주의기(期)와 낭만주의기(期)의 시인들로 하여금 새로운 문학적 취향(文學的趣向)을 낳게 한 점에서 중요한 뜻을 갖는다. 이 시기에 골도니, 가스파로 고치(Gasparo Gozzi, 1713-1786), 파리니, 알피에리 등이 배출되었다. 골도니의 희극에 있어서의 새로움은 등장 인물의 선택과 이들을 자연의 환경에 배치한 것이었다. 고치의 인간으로서의 새 경지(境地)는 신문 편집 활동에서 드러났으며 평소 일어나는 일로부터 이야기 줄거리를 끄집어내는 재능은 타의 추종을 불허하는 바가 있었다.
- 일 카페(Il Caffè)

피에트로 베리가 이 기관지의 추진자였다. 그 내용은 상업·마(麻)의 재배·종두(種痘)·음악 등에 관한 기사로 백과전서적인 것이었다. 베리의 제자 알레산드로와 체사레 베카리아는 열렬한 협력자들이었다.

## 신고전주의기 문학
신고전주의는 19세기 초에 불과 10년간 그 명맥을 유지한 문학 운동으로 나폴레옹 1세(재위 1804-1814)가 황제로서 유럽에 군림하던 특수한 정치적 정세를 배경으로 하는 것이었다. 이 시기의 문예 작품은 호화로운 형식을 즐겨 썼으나 이것은 고전의 모방에 의해서 달성될 수 있는 것이었다. 이탈리아에서는 문학 분야에서 빈첸초 몬티가 그 대표자로서 세론을 들끓게 한 사건을 화사한 형식으로 표현하였다.

## 낭만주의기 문학

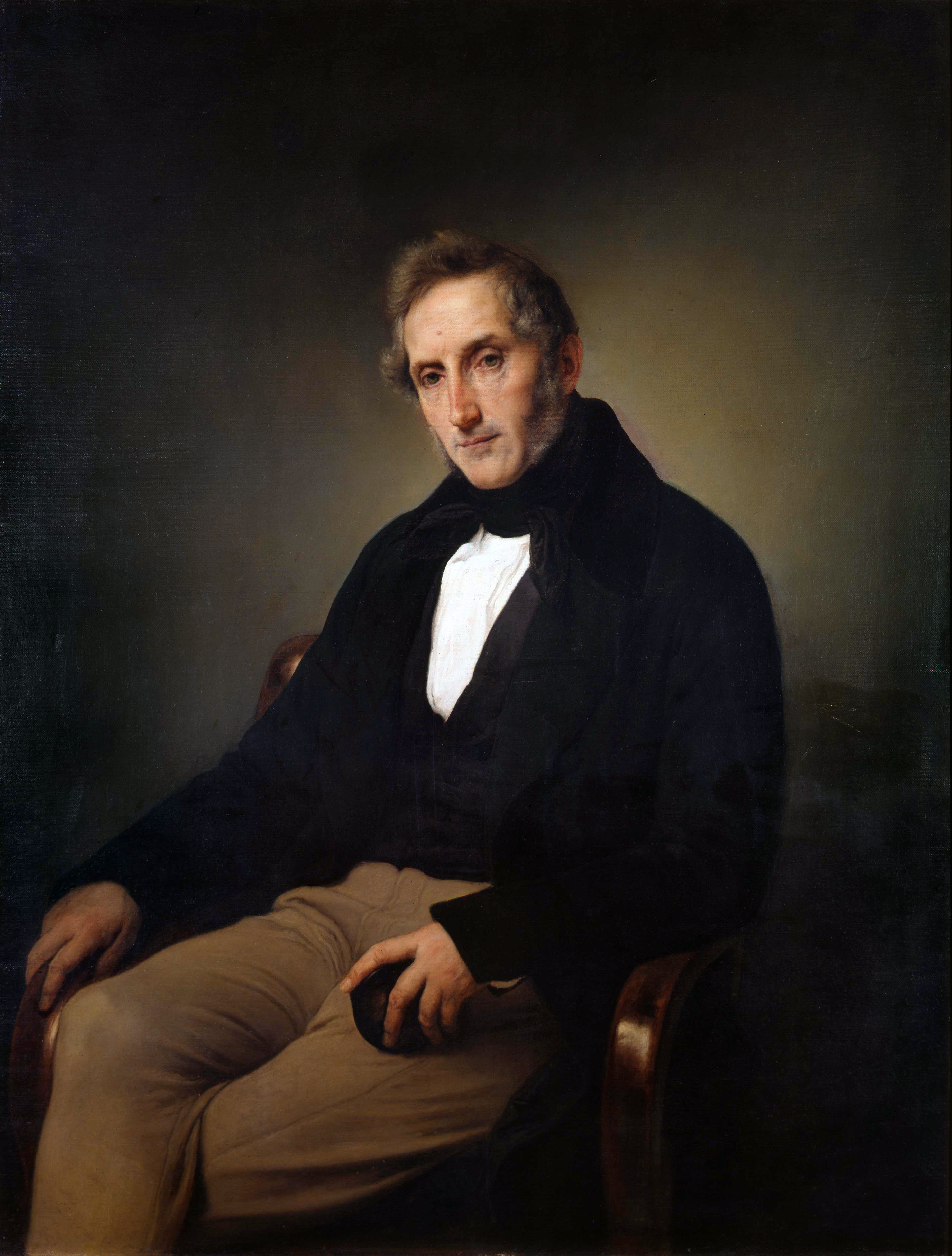
알레산드로 만초니

낭만주의는 독일에서 발생하고 프랑스와 영국으로 확대되어 19세기 전반(前半)에 이탈리아에 도입되었다. 문학 작품의 내용상의 실재성, 문학용어의 평이성은 18세기 이래의 이탈리아 문학 경향으로 이탈리아에 낭만주의를 수용하는 데 있어서 부분적인 기초의 구실을 하였다. 이탈리아의 낭만주의자들은 <콘칠리아토레>지(誌)를 간행하여 낭만주의 운동의 봉화를 들었다. 주필은 실비오 펠리코, 협력자에는 조반니 베르케트(Giovanni Berchet, 1783-1851), 루도비코 디 브레메 등이 있었다. 실비오 펠리코의 <나의 옥중기>는 순국하는 애국지사의 숭고한 교훈이었고, 그의 그리스도교에 대한 경건한 신념은 국민들의 마음에 큰 감동을 주었다. 조반니 베르케트는 낭만주의 최대의 이론가였으며 또한 이 시기의 열렬한 애국 시인이기도 하였다.
낭만주의기의 문학의 최대 성과는 알레산드로 만초니의 <약혼자>이다. 이 작품은 낭만주의의 특질로 요구되는 고전 문학적 규칙의 배격, 작품 내용의 실재성, 윤리적 가치, 용어의 대중성을 충족시키고 있을 뿐만 아니라 소설로서는 세계 최초로 서민이 작품의 주역으로 등장하게 된다. 그리고 이 서민이 승리를 거둔다고 하는 데모크라틱한 내용으로 서민들의 꿈을 만족하게 하며, 당시의 현실적 종교였던 가톨릭 신앙이 독실한 서민을 등장시키고 있다. 더욱이 이 작품은 이탈리아의 자유와 독립을 열망하는 애국적 작품이기도 하였다. 또한 이 시기에 고립적 존재이었던 자코모 레오파르디는 뛰어난 서정시로 세계적 명성을 떨쳤다. 에드몬도 데 아미치스와 카를로 콜로디는 만초니 파(派)의 작가였다.
- 일 콘칠리아토레(Il Conciliatore)

1818년 9월에서 1819년 10월 사이에 간행되어 오스트리아 관헌의 탄압으로 폐간되었다. 그 주장하는 바는 "작품상의 표현수단 및 내용의 개혁, 광범위하게 독자를 가르치며 흥미를 불러일으키는 테마를 찾음으로써 작품은 모름지기 인간의 풍속을 개선하고 독자의 공상과 감정을 만족케 하는" 것이어야 한다는 것이었다. 이 교육적 도덕적 요청에 문학을 종속케 하려는 경향은 만초니 및 만초니 파에 의해서 계승되었다.

## 19세기 후반의 문학
19세기 중엽에 접어들면서 낭만주의 문학의 한 경향이기도 하였던 사회의 구체적 현실에 관한 관찰이 더욱 강조되기에 이르렀다. 정치적으로 통일을 달성한 이탈리아가 구체적으로 국가 건설의 단계에 들어갔다는 점, 철학에 있어서는 정확한 과학에 중요성을 두려는 개념이 우위를 점하게 되었다는 점, 문학에 있어서는 현실 생활에 그 소재를 구하려는 경향 등이 한층 더 강조되었다. 이 시기의 시는 '리얼리즘'이라고 부르나, 소설의 경우는 '진실주의'라고 칭한다. 진실주의에 대한 반동―유럽 전체에서 볼 때에는 사실주의·자연주의에 대한 반항―은 19세기 후반에서 말기에 걸쳐 '세기말 사조'라고 불리는 독특한 사상적 시대를 가져왔다. 유럽의 전면 전쟁의 기운, 그로부터 생긴 사람들의 불안, 불안으로부터 벗어나려는 갖가지 생활 양식이 '세기말 문학'을 탄생케 하였다. 소위 데카당스 문학이다.

### 진실주의
이탈리아의 진실주의는 유럽의 사실주의 경향 중에서도 특색이 있는 것이다. 즉 지방적·방언적·원시적이며 때묻지 않은 미지의 세계의 발견이었다. 소설의 무대는 남 이탈리아, 시칠리아섬, 사르데냐섬의 농부와 장인(匠人)의 세계로서 근대 사회로부터 버림받은 세계의 많은 사람의 절망을 문자화하며 대변하는 임무가 진실주의 작가에게 과해졌다.

### 데카당스 문학
세기말의 불안에 쫓긴 문학자들은 실로 형형색색의 형식으로 작품에 전심전력하였다. 어떤 사람은 신비주의에, 또 어떤 사람은 가없는 데카당스의 세계로 빠져 들어갔다. 데카당스의 세계 중에서도 단지 소극적으로 퇴폐에 몸을 맡겨 죽음의 문학을 형성시켜 가는 자와 자신이 창조한 세계에만 도취하는 탐미주의자 등이 출현하였다. 이 시기에 예술 지상주의가 생겨난 것은 당연한 일이다. 이탈리아에 있어서는 단눈치오가 그 대표자이다.

## 20세기의 문학
제1차 세계대전에 있어서 이탈리아 사회는 위기의 양상을 드러내어 작가들은 새로운 것을 모색하였다. 이 세기의 문학 개량 운동은 개인적인 시도를 벗어나 잡지나 문학 운동의 프로그램 속에 명료하게 구체화되었다.
시단(詩壇)에서는 포가차로, 파스콜리, 단눈치오 등에 대한 반발로서 '황혼파(黃昏派; Crepuscolarismo)'의 시가 탄생, 대표자로서 고차노(Guido Gozzano, 1883-1916) 등을 배출하였다. 또 모든 전통을 떨어버리고 찰나적 인상을 중시한 마리네티(Filippo Tommaso Marinetti, 1876-1944)의 '푸투리즘(Futurismo)'운동이 있다. 그러나 제1차 세계대전이 끝남에 따라 이미 '황혼파'나 '푸투리즘'을 문제삼는 시인은 없어졌다. 이 전쟁의 귀중한 체험을 통하여 가장 중요한 작품 중의 하나인 운가레티의 시집 <희열>이 나왔다. 단시(短詩)로서 <에르메티즈모>의 시라고 불리는 것으로 이를 통해 이탈리아 현대시의 혁신이 이루어졌다.
피렌체에서 탄생된 <보체>지(誌)는 유럽 문화의 커다란 운동을 소개하는 한편 사상·정치·문학에도 관심을 기울였으며 파피니가 그 창간에 관여하였다. 또 제1차 세계대전 후 로마에서 창간된 <론다>지(誌)에는 현 문단의 최고 원로인 바켈리가 참여하고 있었지만 이 잡지의 동인(同人)들은 국민 문학의 전통을 계승하려고 하였다. 1926년-1936년에 피렌체에서 간행된 <소라리아>지(誌)는 외국 문학의 소개에 주력하였다. 비토리니도 이 잡지에 협력하는 가운데 작가로서 성장하여 네오리얼리즘 소설의 원형이라고 하는 <인간과 비인간>을 발표하였다. 이 잡지는 베르가의 작풍을 충실히 계승한 토치(Federigo Tozzi, 1883-1920)나 정신 분석을 처음으로 문학 작품에 반영케 한 스베보의 가치를 발견한 것으로 유명하다.
극장에 있어서는 피란델로가 극의 테마, 극적 기교에 있어서 새 기틀을 마련함으로써 세계적인 명성을 얻었다. 또한 세계에 널리 애독자를 갖고 있던 파피니의 방대한 작품 중에는 가톨릭교 사상의 영향을 받는 것이 많다. 판치니(Alfredo Panzini, 1863-1939), 팔라체스키(Aldo Palazzeschi, 1885-1974), 모레티는 19세기의 평화와 소박함을 20세기의 병적인 문화와 대비(對比)시키려 하였다. 실로네(Ignazio Silone, 1900-1978), 발디니(Antonio Baldini, 1889-1962), 레비(Carlo Levi, 1902-1975), 모라비아는 현대 사회의 날카로운 관찰자인 것이다. 특히 모라비아는 그의 첫 작품 <무관심한 사람들>(1929)로 전통 문학에 순응하는 태도를 거부하고, 모랄이 저하되었던 제1차 세계대전 이후의 이탈리아 중산 계급의 붕괴상을 대담하게 묘사하였다. 이 작품에 등장하는 인물 미켈레에게서 실존주의적 인간의 대두를 발견케 하는 것이다. 이러한 부류의 주제가 이 작품 이전에는 출현한 일이 없다는 점에서 주목을 끌었다.

### 에르메티스모
운가레티는 시집 <희열>에 의해 이탈리아 현대시의 혁신을 이루고 또한 시집 <시간(時間)의 지각(知覺)> 제1기에 있어서 에르메티스모의 시작법(詩作法)을 확립하였다. 이 시작법은 어구를 읽을 때 그 어구가 우리에게 이미지를 주는 것에 기초로 두는 것이다. 이 이미지의 교류는 독자의 직감에 맡기자고 하는 것이다. 이후 시집 <시간의 지각> 제2기·제3기 또는 시집 <약속의 땅>으로 운가레티의 시는 진전을 보였다.

### 네오리얼리즘
제2차 세계대전 후 이탈리아 대중의 취향도 있고 하여 다수 작가의 손을 통하여 이탈리아 사회의 현실적 모습을 분명히 하고 거기에 사는 인간을 이해하는 데 도움을 주는 기록문학(記錄文學)이 탄생하였다. 이런 작품의 대부분은 순수한 시가 아니어서 우리들의 미학적 관심을 만족시켜 주지 않는다. 그러나 인간적인 표현으로 생명력이 넘치고 새로운 문제를 제공하여 관심을 환기시켜 준다. 참다운 리얼리즘 문학은 단순한 현실묘사나 폭로에 그쳐서는 안 된다. 현실의 묘사를 세차게 추진함으로써 현실 가운데서 새로이 솟아나는 서광(曙光)이나 모랄이 추구되지 않으면 안 된다는 것이다. 이런 의미에서의 네오리얼리즘 문학의 대표작으로는 비토리니의 <인간과 비인간>, 파베세의 <피곤을 주는 일>이 있다.

## 같이 보기
- 이탈리아어